# Wysoki Kamień
Wysoki Kamień (německy Hochstein) je výrazná hora kuželovitého tvaru, nacházející se v polské části Jizerských hor, na jihovýchodním konci Vysokého jizerského hřebene. Zhruba 2,5 km jihovýchodně od vrcholu leží město Szklarska Poręba.

## Historie
Pro pohodlí turistů chodících na vrchol především z lázeňského města Świeradów Zdrój, nechali v roce 1837 Schaffgotschové postavit na vrcholu dřevěnou chatu. Ta byla ve své době častým cílem výletníků. Tato chata stála na vrcholu Wysoki Kamień až do roku 1882, kdy vyhořela. Na protilehlé vrcholové skále stála také dřevěná rozhledna. Chata i rozhledna byly v pronájmu a tak se zde vystřídalo mnoho hospodářů. K chatě byla vystavena nová cesta a v zimě také sáňkařská dráha, po které bylo možno dojet až do Szklarske Poręby.

V roce 1945 byla chata částečně zbourána. Zůstal jen příbytek pro deset osob. V roce 1950 přešla chata do rukou polského turistického spolku (PTTK), pod jehož vedením chátrala až do roku 1962 kdy byla uzavřena a v roce 1963 definitivně zbourána.

Roku 2002 byla započata stavba nové horské chaty (majitel Josef Gołba).

## Vrchol
Na vrcholu se nachází skaliska a rozestavěná (rok 2007) horská chata (otevřený je pouze bufet). Z hory je výhled na téměř celé Jizerské hory a severní stranu Krkonoš. Při dobré viditelnosti lze spatřit i Ještěd.
Asi 400 metrů na západ se nachází nepojmenovaný vedlejší vrchol, dosahující výšky 1050 m n. m. Od hlavního vrcholu je oddělený mělkým sedlem (1038 m n. m.).

## Přístup
Přístup na vrchol je možný ze tří stran:
- ze západu ze silničního sedla Rozdroże Izerskie vede zeleně značená turistická stezka na vrchol Zwalisko, odkud pokračuje červeně značenou hřebenovou cestou Główny Szlak Sudecki na vrchol Wysoki Kamień.
- z jihovýchodu po červené značce ze Szklarske Poręby.
- z východu po žlutě značené cestě z obce Dolna Szklarska Poręba.